# Il burocrate e il marinaio
Il burocrate e il marinaio è un libro di Carlo M. Cipolla. Pubblicato due volte dalla casa editrice Il Mulino, rispettivamente nel 1992 e nel 2012, questo breve saggio intende mostrare come le potenze europee risposero alla minaccia dell'epidemia di Peste nera, approfondendo in particolar modo il caso della città di Livorno. 
Dopo la Peste Nera, che fra il 1347 e il 1351 falcidiò circa un terzo della popolazione, le città più progredite (e fra queste figuravano in primo luogo quelle dell’Italia centro-settentrionale) adottarono una serie di misure lungimiranti come gli uffici di sanità per prevenire le epidemie, i lazzaretti per circoscrivere il morbo una volta scoppiato, la quarantena per le navi che provenivano da luoghi sospetti, stipendi a medici e ad altro personale per assistere gli ammalati. Le precedenti storie della peste non tralasciavano del tutto questi aspetti, ma a Cipolla va il merito di aver approfondito più di altri i meccanismi messi in atto per combattere, spesso con successo, le epidemie, le loro conseguenze economiche, i costi per fronteggiarle, le perdite dovute all’interruzione dei traffici, il crollo della produzione e la distruzione di capitale fisico e umano che comportavano.

## Trama
«Cultura ed economia sono tra i fattori che esercitano un’influenza di gran lunga preponderante nel determinare il tipo, la natura ed il corso dei rapporti e delle relazioni tra le genti», così Carlo M. Cipolla ci introduce al suo breve saggio nel quale cerca di mettere in luce alcuni aspetti poco noti del commercio e della navigazione agli inizi dell’età moderna.
Nel primo capitolo del libro «Un mare pericoloso», parlando del XVI secolo, l’autore mette in risalto la superiorità della flotta inglese rispetto alle altre potenze europee (e dal 1590 circa anche quella olandese, unica nazione capace di tenere testa agli inglesi), in particolare rispetto all’Italia, la quale citando l’autore,«rimase soffocata da un rigido tradizionalismo tecnologico». Gli inglesi scelsero come principale scalo commerciale Livorno, la quale viene descritta inizialmente come un piccolo villaggio comprato dai fiorentini nel 1421. Un punto importante della storia della città fu sicuramente la costruzione dei lazzaretti, realizzati a causa della preoccupazione per il livello sanitario dovuta all’epidemia di peste che uccise un gran numero di persone durante la prima metà del 1300, e ciò modificò inevitabilmente anche il modo di vivere il commercio.
L’Italia si dimostrò da subito molto puntigliosa riguardo a questo argomento, a differenza degli inglesi che continuavano a dare la precedenza all’economia della nazione. Le misure di sicurezza adottate dagli italiani non venivano però apprezzate dagli inglesi i quali le sperimentavano in prima persona ad ogni scalo al porto di Livorno, infatti, nel 1663, il re Carlo II d'Inghilterra minacciò di non permettere più alle sue navi di transitare dal porto livornese; queste dichiarazioni persero però immediatamente credibilità dal momento in cui la peste si presentò prepotentemente a Londra. Questo argomento viene trattato nel capitolo quarto: L’epidemia di peste in Inghilterra aveva dato ragione ai metodi puntigliosi degli italiani, i quali imposero misure di sicurezza ancor più rigide, soprattutto alle navi inglesi.
Le misure di sicurezza adottate dagli italiani si fecero ancora più pressanti dopo diversi casi sospetti riguardanti le patenti delle navi inglesi, le quali in più di un’occasione non riportavano il vero riguardo al numero di persone a bordo della nave e, a volte, anche riguardo merce trasportata (ad esempio il caso della nave Giorgio e Maria nel 1666). Gli inglesi consideravano le pratiche messe a punto dagli italiani un’inutile perdita di tempo e di denaro; ne conseguiva che disattenderle non era da loro ritenuto un peccato tanto grave. Questo modo di fare degli inglesi però, non faceva altro che indispettire coloro che ricoprivano l'incarico di magistrato italiano, i quali continuarono a seguire rigorosamente il loro protocollo, a tal punto che il 27 gennaio 1667, nonostante vi fossero tre navi inglesi arrivate al porto di Livorno in pessime condizioni, (la nave Amicitia, Diletto e Diligenza) esse vennero ammesse al molo ma solo dopo diverse sollecitazioni da parte degli inglesi e non senza «un ulteriore spreco di paperasserie burocratica».
Nell’aprile del 1666 gli inglesi di Livorno avanzarono alcune proposte concrete per migliorare le condizioni in cui operavano e a cui venivano assoggettati marinai e mercanti «della nazione inglese». Le proposte si articolavano in undici punti, di cui otto concernevano i rapporti con la sanità e tre riguardavano problemi diversi. I primi tre punti riguardavano la comunicazione diretta tra i livornesi e i marinai inglese: questi ultimi chiedevano in particolare un interprete giurato, il quale riuscisse a riportare perfettamente ciò che veniva detto dagli inglesi. Venne poi richiesto di stabilire con regole precise come le guardie si sarebbero dovute comportare a bordo della nave, e che la quarantena e la purga delle navi inglesi venisse ridotta. Negli ultimi tre punti veniva invece sostanzialmente chiesto di non far credito ai marinai inglesi che alloggiavano a Livorno e che venisse stabilito un pasto a prezzo fisso. Il parere del magistrato, però, si distinse per l’opposizione a praticamente ogni tipo di mutamento.
Come esposto dall’autore nell’ultimo capitolo del libro, le misure di sicurezza adottate in questo periodo influivano pesantemente anche sui salari dei marinai, i quali oltre ai rischi del mestiere, dovevano anche rimaner rinchiusi sulla nave fino a sessanta giorni, non contando ovviamente il periodo di quarantena imposto dalla sanità. Questi costi diventarono però presto insostenibili per gli inglesi, i quali chiesero a più riprese di diminuire il periodo di quarantena; richieste che vennero inizialmente respinte finché gli inglesi non minacciarono di non transitare più per il porto di Livorno, menzionando anche un principio di accordo con Genova. La burocrazia toscana cedette, allentando progressivamente le misure di sicurezza.

## Edizioni
- Carlo M. Cipolla, Il burocrate e il marinaio, Bologna, Il Mulino, 1992, ISBN 9788815037107.
- Carlo M. Cipolla, Il burocrate e il marinaio, Bologna, Il Mulino, 2012, ISBN 8815240861.